# Passaporte português
O passaporte português é o documento oficial, que identifica o nacional português perante as autoridades de outros países, permitindo a anotação de entrada e saída pelos portos, aeroportos e vias de acesso internacionais. Permite também conter os vistos de autorização de entrada. O requisito fundamental para que um indivíduo possa requerer o passaporte português é ser titular da nacionalidade portuguesa.
Existem quatro categorias de passaporte português (n.º 83/2000, de 11 de Maio): Comum; Diplomático; Especial; Para estrangeiros. No caso da categoria Comum de passaporte, a competência para a sua concessão é do Governador Civil do distrito do indivíduo.
Sem o passaporte, não é permitido o ingresso de cidadãos portugueses nos países estrangeiros, exceptuando-se os países da União Europeia, a Islândia, o Liechtenstein, o Vaticano, a Noruega e a Suíça.

## O novo passaporte eletrónico
A partir do dia 28 de Agosto de 2006, os novos passaportes emitidos pelo governo português são dotados de um chip que armazena os dados identificativos do seu titular. Um outro nome dado ao passaporte eletrónico é passaporte biométrico, pois contém, além das generalidades já contidas pelo atual passaporte, os dados biométricos.

### Emissão
O cidadão precisa comparecer em um dos postos de emissão de passaporte em Portugal ou consulado português em território estrangeiro munido dos seguintes documentos:
- Bilhete de Identidade ou Cartão de Cidadão válido e atualizado, sem possibilidade de substituição por qualquer outro documento de identificação;
- Último passaporte português, mesmo que esteja vencido.

O prazo para a entrega do Passaporte é de 5 dias úteis nos postos de atendimento, contados da data de entrada na Imprensa Nacional Casa da Moeda. Para o modo expresso, 2 dias úteis (se pedido até as 17h).

## Aparência

### Página Biographic
A primeira página do passaporte inclui:
- Fotografia do rosto
- Tipo
- Código de país (PRT)
- Passaporte n.°
- Nome (apelido(s), nome próprio(s))
- Nacionalidade (Portuguesa)
- Altura (medidores)
- Data de nascimento (dd.mm.aaaa)
- Número de identificação pessoal (dos indivíduos Bilhete de Identidade)
- Sexo
- Local de nascimento (cidade, país)
- Data de emissão (dd.mm.aaa)
- Autoridade
- Válido até (dd.mm.aaa)
- Assinatura do titular
- Número do passaporte

### Línguas
O passaporte inclui traduções em todas as línguas oficiais da União Europeia.

### Páginas de vistos
O passaporte tem 32 páginas: 28 são para vistos, 4 páginas são usadas para a informação traduzida da primeira página.

## Galeria de passaportes

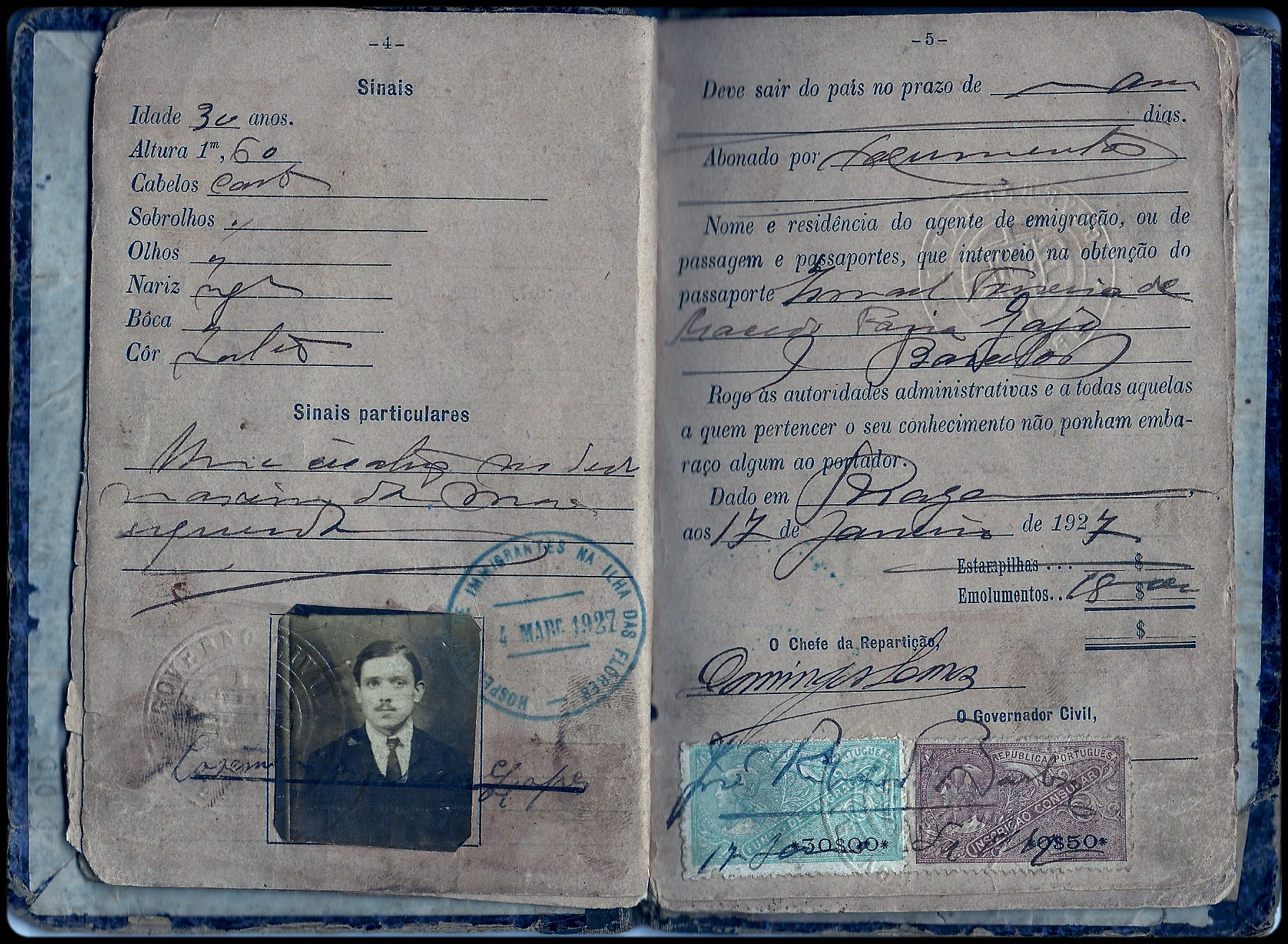
Páginas de dados de um passaporte emitido em 1927
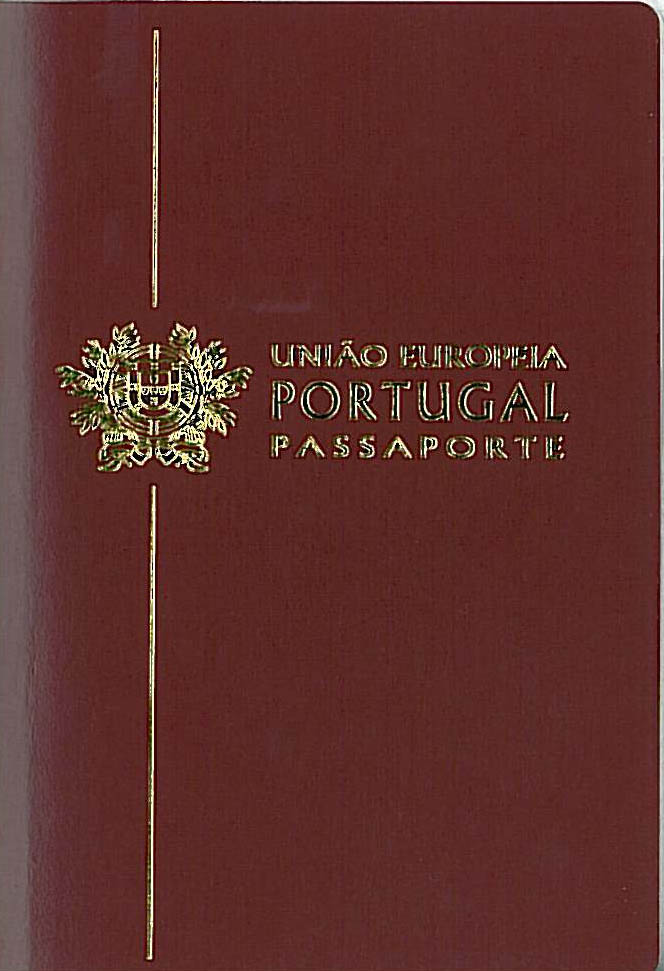
Modelo antigo do passaporte emitido até 2006
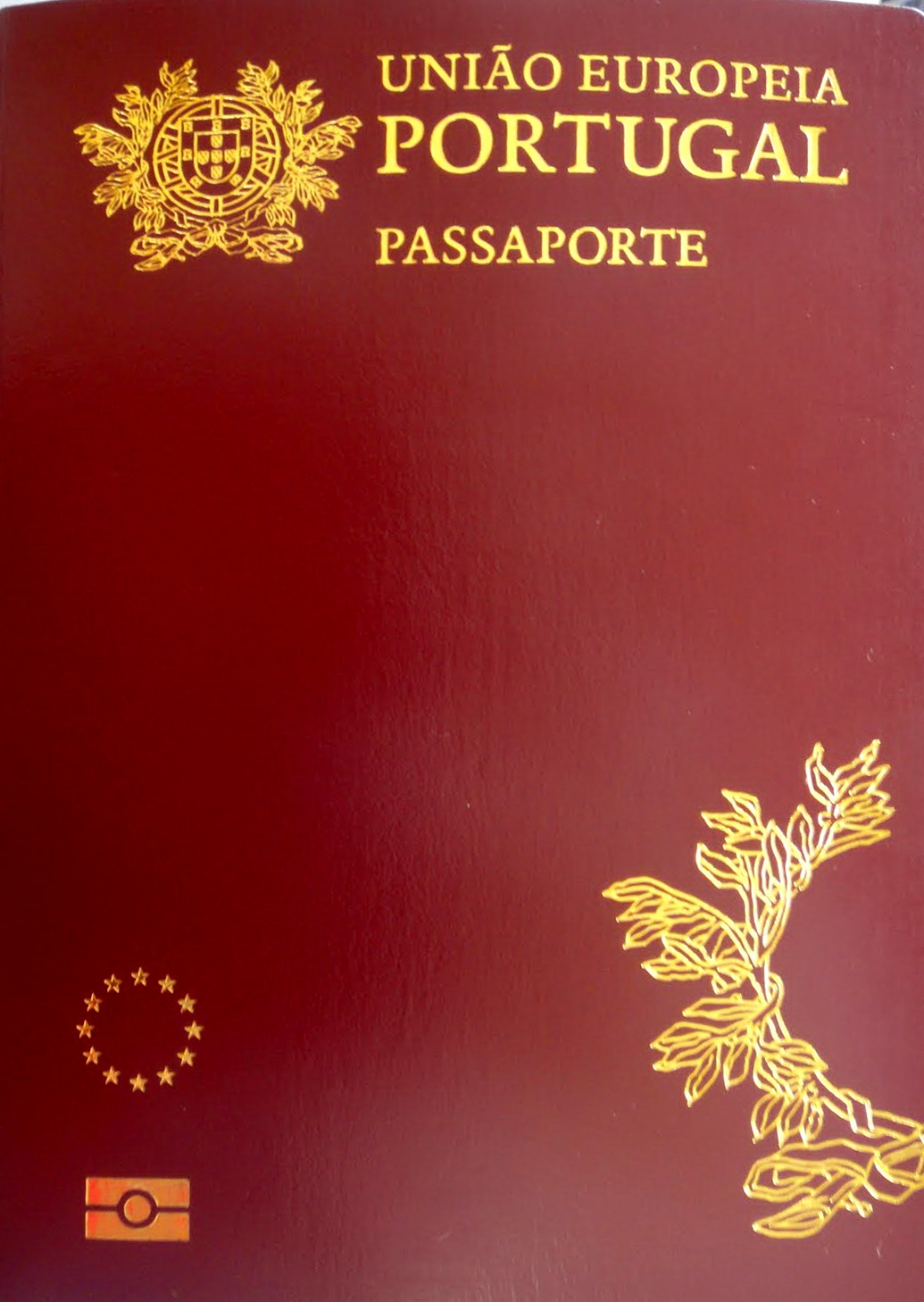
Passaporte emitido de 2006 a 2017